# Cazzo Film
Cazzo Film — немецкая киностудия, снимающая гей-порно-фильмы и находящаяся в Берлине. Студия была основана в 1996 году Йоргом Андреасом (нем. Jörg Andreas) и Юргеном Брюнингом (нем. Jürgen Brüning) и в настоящее время является одной из известнейших гей-порно-студий Европы. Ежегодно киностудия производит до 6 фильмов. Съёмки фильмов проходят, как правило, не в закрытых студиях, а в открытых местах — на природе, на улице, в метро, в телефонных будках.

## Актёры студии
Большинство актёров, снимающихся в фильмых студии «Cazzo Film» не являются профессиональными порно-актёрами. Наиболее известными «лицами» студии являются Марсель Шлютт (нем. Marcel Schlutt) и Том Баррон (нем. Thom Barron).

## Избранные фильмы
- Authentic Adventures (1997)
- Kraftsport (1999)
- Deviant Detours (2001)
- Heartbreak Hotel (2003)
- Pür (2005)
- Impressive Impacts (2007)

## Интересные факты
Слово «Cazzo» (множ. форма «Cazzi») имеет итальянское происхождения и является очень грубым обозначением мужского пениса. Кроме того, в итальянском языке восклицание Cazzo! можно сравнить с английским Fuck! или немецким Scheiße!